# Día de paz
Día de paz (el título en alemán es Friedenstag, Op. 81) es una ópera en un acto con música de Richard Strauss y libreto en alemán de Joseph Gregor.  La ópera se estrenó en Múnich el 24 de julio de 1938.

## Historia
Strauss había confiado en trabajar de nuevo con Stefan Zweig en un nuevo proyecto después de su previa colaboración de Die schweigsame Frau, pero las autoridades nazis habían acosado a Strauss por su colaboración con Zweig, quien tenía ascendencia judía. Mientras que la idea para la historia procedía de Zweig, él mismo sugirió entonces a Gregor como un colaborador "seguro" para que escribiera el libreto.  La influencia de Zweig en la obra a pesar de todo persistió en su "forma y sustancia dramática".
La ópera se estrenó en Múnich el 24 de julio de 1938  y dedicada a Viorica Ursuleac y su esposo Clemens Krauss, el personaje principal y el director respectivamente.  Strauss había pretendido que Friedenstag fuera parte de un programa doble, para ser dirigida por Karl Böhm en Dresde, que la incluiría como segunda parte su siguiente colaboración con Gregor, Dafne.
La ópera temáticamente expresa sentimientos antibélicos, que William ha descrito como "un determinado contrapeso a las políticas militaristas de la Alemania nazi". Esto hizo que se guardara la obra después del estallido de la Segunda Guerra Mundial.
Esta ópera rara vez se representa en la actualidad; en las estadísticas de Operabase aparece con sólo 2 representaciones en el período 2005-2010.

## Personajes
| Personaje | Tesitura | Reparto del estreno, 24 de julio de 1938 Director: Clemens Krauss |
| --- | -------- | ----------------------------------------------------------------- |
| Comandante de la ciudad asediada                                                                                               | barítono | Hans Hotter                                                       |
| Maria, su esposa | soprano  | Viorica Ursuleac                                                  |
| Un sargento | bajo     | Georg Hann                                                        |
| Un cabo | tenor    | Julius Patzak                                                     |
| Un soldado raso | tenor    | Georg Wieter                                                      |
| Un mosquetero | bajo     | Karl Schmidt                                                      |
| Una corneta | bajo     | Willi Merkert                                                     |
| Un oficial | barítono | Emil Graf                                                         |
| Un oficial en la línea del frente                                                                                              | barítono | Josef Knapp                                                       |
| Un piamontés | tenor    | Peter Anders                                                      |
| El Holsteiner, comandante del ejército asediador                                                                               | bajo     | Ludwig Weber                                                      |
| El burgomaestre | tenor    | Karl Ostertag                                                     |
| El obispo | barítono | Theo Reuter                                                       |
| Una mujer del pueblo | soprano  | Else Schürhoff                                                    |
| Soldados de la guarnición y del ejército asediador, ancianos de la ciudad y mujeres de la delegación al comandante, ciudadanos |          |                                                                   |